# Rockingham, Vermont
Rockingham är en kommun (town) i Windham County i delstaten Vermont, USA. Vid folkräkningen år 2000 bodde 5 309 personer på orten. Den har enligt United States Census Bureau en area på totalt 109,6 km², varav 1,1 km² är vatten. 